# Karol Czichowski
Karol Czichowski (ur. 31 grudnia 1886 w Oświęcimiu, zm. po 1933) – major artylerii Wojska Polskiego.

## Życiorys
Urodził się 31 grudnia 1886 w Oświęcimiu, ówczesnym mieście powiatowym Królestwa Galicji i Lodomerii, w rodzinie Edwarda. Jesienią 1906 rozpoczął zawodową służbę wojskową w cesarskiej i królewskiej Armii. Został wcielony do 11. Galicyjsko-bukowińskiego Pułku Artylerii Korpuśnej we Lwowie. W 1908 został przeniesiony do Dywizjonu Artylerii Konnej Nr 11 w tym samym garnizonie, a w 1913 do Dywizjonu Artylerii Konnej Nr 6 w Miszkolcu. W szeregach tego oddziału (w 1916 przemianowanego na Dywizjon Artylerii Konnej Nr 8, a w 1918 na Pułk Artylerii Polowej Nr 8 K) wziął udział w mobilizacji sił zbrojnych monarchii austro-węgierskiej, wprowadzonej w związku z wojną na Bałkanach, a następnie walczył na frontach I wojny światowej. W czasie służby w c. i k. Armii awansował na kolejne stopnie w korpusie oficerów artylerii polowej i górskiej: kadeta-zastępcy oficera (starszeństwo z 1 września 1906), podporucznika (1 maja 1909), porucznika (1 listopada 1913) i kapitana (1 maja 1916). 
25 stycznia 1919 na czele 4. baterii 11 Pułku Artylerii Polowej wziął udział w walkach z Czechami o Śląsk Cieszyński. Od kwietnia do października 1920 dowodził 6 Dywizjonem Artylerii Konnej, lecz nie wziął bezpośredniego udziału w wojnie z bolszewikami z uwagi na to, że każda z trzech baterii wchodzących w jego skład walczyła oddzielnie. Na stanowisku dowódcy dywizjonu 15 lipca 1920 został zatwierdzony z dniem 1 kwietnia 1920 w stopniu majora, w artylerii, w „grupie byłej armii austriacko-węgierskiej”. 1 czerwca 1921 pełnił służbę w 2 Dywizjonie Artylerii Konnej w Dubnie.
8 stycznia 1924 został zatwierdzony w stopniu majora ze starszeństwem z 1 czerwca 1919 i 34. lokatą w korpusie oficerów rezerwowych artylerii. Posiadał wówczas przydział w rezerwie do 10 Dywizjonu Artylerii Konnej w Przemyślu. Później, jako oficer rezerwy został powołany do służby czynnej na stanowisko dowódcy III dywizjonu 28 Pułku Artylerii Polowej w Dęblinie. W listopadzie 1925 został przesunięty na stanowisko kwatermistrza, a w styczniu 1927 przeniesiony do 9 Dywizjonu Artylerii Konnej w Baranowiczach na takie samo stanowisko. Z dniem 28 lutego 1929 został zwolniony z czynnej służby. W 1934, jako oficer rezerwy pozostawał w ewidencji Powiatowej Komendy Uzupełnień Biała Podlaska. Posiadał przydział do Oficerskiej Kadry Okręgowej Nr IX. Był wówczas w grupie oficerów „powyżej 40 roku życia”.
Później pracował w Stanisławowie, w charakterze urzędnika skarbowego i od 8 lipca 1933 mieszkał przy ul. Prezydenta Wojciechowskiego 1 razem z żoną Wandą (ur. 17 grudnia 1897 w Odessie) oraz synami: Józefem (ur. 18 marca 1922) i Kazimierzem (ur. 18 listopada 1924). Wanda Czichowska w 1942 została ewakuowana z ZSRR do Teheranu.

## Ordery i odznaczenia
- Krzyż za Obronę Śląska Cieszyńskiego I klasy[33]

W czasie służby w c. i k. Armii otrzymał:
- Krzyż Zasługi Wojskowej 3 klasy z dekoracją wojenną i mieczami,
- Srebrny Medal Zasługi Wojskowej z mieczami na wstążce Krzyża Zasługi Wojskowej,
- Brązowy Medal Zasługi Wojskowej z mieczami na wstążce Krzyża Zasługi Wojskowej,
- Krzyż Wojskowy Karola,
- Krzyż Jubileuszowy Wojskowy,
- Krzyż Pamiątkowy Mobilizacji 1912–1913[8].